# Cocaine Rodeo
 (janvier 2017).
Si vous disposez d'ouvrages ou d'articles de référence ou si vous connaissez des sites web de qualité traitant du thème abordé ici, merci de compléter l'article en donnant les références utiles à sa vérifiabilité et en les liant à la section « Notes et références ».
Albums de Mondo Generator
A Drug Problem That Never Existed
(2003)
Cocaine Rodeo est le premier album studio du groupe de rock américain Mondo Generator, sorti en 2000.

## Liste des titres

### Édition originale
| No  | Titre                                   | Durée |
| --- | --------------------------------------- | ----- |
| 1.  | 13th Floor                              | 3:15  |
| 2.  | Shawnette                               | 3:18  |
| 3.  | Uncle Tommy                             | 1:28  |
| 4.  | Miss Mary Gets A Boob Job               | 4:14  |
| 5.  | Unless I Can Kill                       | 1:54  |
| 6.  | Pigman                                  | 3:01  |
| 7.  | Simple Exploding Man (Extended Version) | 11:31 |
| 8.  | I Want You To Die                       | 1:20  |
| 9.  | Dead Insects                            | 4:05  |
| 10. | Cocaine Rodeo                           | 2:24  |

| 11. | Another Tension Head (US Version) | 4:31 |

| 11. | Simple Exploding Man (Texas) (Mondo Mk. 2 - UK Version) | 4:31 |

Note
- La chanson 13th Floor est ré-enregistrée plus tard en tant que Tension Head pour l'album Rated R (2000) du groupe de rock américain Queens of the Stone Age[réf. nécessaire].

### Ré-édition 2009
| 1.  | Six Shooter            |  |
| 2.  | Here We Come           |  |
| 3.  | F.Y. I'm Free          |  |
| 4.  | Jr. High Love          |  |
| 5.  | Shawnette Jackson      |  |
| 6.  | So High                |  |
| 7.  | Jealous Again          |  |
| 8.  | Unless I Can Kill      |  |
| 9.  | Allen's Wrench         |  |
| 10. | Open Up & Bleed For Me |  |
| 11. | Simple Exploding Man   |  |
| 12. | Autopilot              |  |

Notes
- En 2009, Cocaine Rodeo est réédité avec un disque bonus[2] contenant des enregistrements recueillis lors de la tournée 2003-2004.
  - Les titres 1 à 11 sont enregistrés en live au Troubadour à Los Angeles, le 12 décembre 2003
  - Le titre 12 est enregistré en live au Reading Festival en 2004.

## Composition du groupe
- Rex Everything - basse, voix (1, 2, 5, 7, 8, 10)
- Josh Homme - guitare (1, 7, 10)
- Brant Bjork - batterie (1, 7, 10)
- Up N. Syder aka Rob Oswald from Karma to Burn - batterie (2-6, 8, 9)
- Burnt Mattress aka Brent Malkus - guitare (2-6, 8, 9), voix (3, 4, 6, 9, 11)
- Chris Goss - chœurs (7)
- John Garcia - voix (7)